# The Proclaimers
The Proclaimers (в переводе с англ.  «Глашатаи») — шотландская музыкальная группа, основанная близнецами Чарли и Крэйгом Рейдами (родились 5 марта 1962 года). Наиболее известны по песням «Letter from America», «I’m on my way», и «I’m gonna be (500 miles)». «I’m gonna be» впоследствии стала заглавной темой кинофильма «Бенни и Джун» (1993) и некоторых благотворительных мероприятий, таких, например, как Terry Fox Run и Red Nose Day 2007, а также неоднократно звучала в ситкоме «Как я встретил вашу маму», а также вошла в саундтрек к фильму «Доля ангелов» («The Angels' Share») (2012). Песня «I’m on my way» использовалась в рекламном ролике канадского пива Molson, а также была задействована в саундтреке к мультфильму «Шрек» (2001).

## Карьера
Близнецы родились в городе Аучтермачти (область Файф). Будучи ещё школьниками, играли в панк-рок-группе «Eight-Eyes» и, немного набравшись опыта, в 1983 году основали The Proclaimers.
Играть для широкой общественности братья начали после того, как один из их поклонников, проживающий в городе Инвернесс, послал демозапись британской группе The Housemartins, которым подобная музыка понравилась, и те в 1986 году взяли Чарли и Крэйга с собой в тур. После возвращения из тура в январе 1987 года музыканты были приглашены на популярную британскую телепередачу The Tube, транслировавшуюся по Четвёртому Каналу. Песня «Letter from America» заняла третье место в главном британском музыкальном хит-параде, в то время как альбом «This is the story» (1987) стал золотым. Успешным также оказался и последующий альбом «Sunshine on Leith» (1988) с песнями «I’m gonna be…» (11-е место в национальном хит-параде) и «I’m on my way» (43-е место). Между делом был выпущен сингл «King of the road», который в 1990 году поднялся на девятую строчку британского чарта.
Братья являются давними фанатами футбольного клуба «Хиберниан», и для альбома «Sunshine on Leith» они сочинили гимн этого клуба, который стал проигрываться перед началом каждого домашнего матча команды. Кроме того, они являются ярыми активистами Шотландской национальной партии, в марте 2007 года они даже организовали целый тур по стране, направленный на её поддержку. Однако известно, что в последнее время Чарли Рейд склонился к Шотландской социалистической партии в знак протеста против политики финансирования крупного бизнеса. Вообще, многие песни братьев Рейдов отображают их политические взгляды, особенно «Letter from America» и «Cap in hand». 16 мая 2006 года близнецы объявили о своём участии в компании по спасению своего соотечественника Кенни Ричи, который в США (штат Огайо) был приговорён к смертной казни, и организовывали благотворительный концерт в его поддержку.
Песня «I’m gonna be (500 miles)» очень полюбилась шотландцам, её проигрывали во время шотландских футбольных матчей, пели в шотландских барах, а также использовали чуть ли не на всех традиционных шотландских мероприятиях по всему миру. В медиаплеере iTunes по количеству скачиваний песня лидировала с декабря 2004 года по май 2006-го. А всего к 2005 году было продано более 25 000 экземпляров альбома «Sunshine on Leith».
В июне 2007 года был убит менеджер группы Кай Дэвидсон (ему было 44 года), следствие не исключает возможность суицида.
31 декабря 2007 года братья отыграли грандиозный новогодний концерт в замке Стерлинг.
Группа The Proclaimers активно поддерживает ассоциацию по изучению рака.

## Альбомы
- 1987 — This is the story
- 1988 — Sunshine on Leith (в 2001 году переиздан, добавлена песня «King of the road»)
- 1994 — Hit the highway
- 2001 — Persevere
- 2003 — Born innocent
- 2005 — Restless soul
- 2007 — Life with you
- 2009 — Notes & Rhymes
- 2012 — Like Comedy
- 2015 — Let's Hear It For The Dogs

## Синглы
- 1990 — King of the road

## Компиляции
- 2002 — The best of The Proclaimers
- 2003 — Finest (издавался только в Великобритании)

## Саундтреки
- 1993 — «Бенни и Джун» (песня «I’m gonna be (500 miles)»)
- 1994 — «Тупой и ещё тупее» (песня «Get ready»)
- 1996 — «Бутылочная ракета» (песня «Over and done with»)
- 2000 — «The Crossing» (песня «King of the road»)
- 2001 — «Шрек» (песня «I’m on my way»)
- 2006 — «Гриффины» (песня «I'm Gonna Be (500 Miles)»)
- 2006 — «Персонаж» (песня «Whole Wide World»)
- 2008 — «Маменькин сынок» (песня «Then I met you»)
- 2008 — «Как я встретил вашу маму» (песня «I’m gonna be (500 miles)»)
- 2008 — «Трус (Трусливое сердце)» (песня «I’m gonna be (500 miles)»)
- 2010 — «Ноги-руки за любовь» (песня «I’m gonna be (500 miles)»)
- 2012 — «Холостячки» (песня «I’m gonna be (500 miles)»)
- 2012 — «Доля ангелов» (песня «I’m gonna be (500 miles)»)
- 2013 — «Поймай толстуху, если сможешь» (песня «I’m gonna be (500 miles)»)
- 2016 — «Two Doors Down» (1 Серия 3 сезона - герои поют песню «I’m gonna be (500 miles)»)
- 2022 — «Медленные лошади» (5 Серия 1 сезона - Герой Гари Олдмана поёт песню «I’m gonna be (500 miles)»)

## DVD
- The best of the Proclaimers (1987—2002)